# Nadagarodes tentilinea
Nadagarodes tentilinea är en fjärilsart som beskrevs av Louis Beethoven Prout 1926. Nadagarodes tentilinea ingår i släktet Nadagarodes och familjen mätare. Inga underarter finns listade i Catalogue of Life.